# ماریا پاکولنیس
ماریا پاکولنیس (لهستانی: Maria Pakulnis؛ زادهٔ ۲ ژوئیه ۱۹۵۶) بازیگر اهل لهستان است.
از فیلم‌ها یا مجموعه‌های تلویزیونی که وی در آن‌ها نقش داشته است، می‌توان به سرنوشت‌های لهستانی، عناصر ساشا – آتش، تنها عشق، دریاچه کنستانس، اوشیتسکا، قانون حقیقی، کلبه جنگلی، پدر متیو، در خوشی و سختی، پرستار کودک، عشق اول، در خیابان سپولنی، ده فرمان (قسمت سوم) و پایانی نیست اشاره نمود.